# Stade municipal de Balboa
Le stade municipal de Balboa est un stade de football situé à Balboa (Panama) et d'une capacité de 2 000 places.
Son résident est le Chorrillo FC, club ayant remporté le tournoi Apertura de première division du championnat du Panama de football en 2011.